# Кишада
Кишада (порт. Quixadá) — муниципалитет в Бразилии, входит в штат Сеара. Составная часть мезорегиона Сертойнс-Сеаренсис. Входит в экономико-статистический микрорегион Сертан-ди-Кишерамобин. Население составляет 76 105 человек на 2007 год. Занимает площадь 2 019,816 км². Плотность населения — 37,5 чел./км².

## История
Город основан 27 октября 1870 года.

## Статистика
- Валовой внутренний продукт на 2005 составляет 290.156.000,00 реалов (данные: Бразильский институт географии и статистики).
- Валовой внутренний продукт на душу населения на 2005 составляет 3.879,00 реалов (данные: Бразильский институт географии и статистики).
- Индекс развития человеческого потенциала на 2000 составляет 0,673 (данные: Программа развития ООН).

## География
Климат местности: полупустыня.